# Скиртяное
Скиртяное (укр. Скиртяне) — село,
Тавежнянский сельский совет,
Сахновщинский район,
Харьковская область.
Код КОАТУУ — 6324886503. Население по переписи 2001 года составляет 80 (37/43 м/ж) человек.

## Географическое положение
Село Скиртяное находится на расстоянии 4-6 км от рек Богатая, Орель и Вшивая.
Село расположено в верховьях балки Третья по дну которой протекает пересыхающий ручей с запрудами.
На расстоянии в 2 км расположено село Тавежня.

## История
- 1881 — дата основания.

## Экономика
- Молочно-товарная ферма.